# Stadtwerke Witzenhausen
Die Stadtwerke Witzenhausen GmbH sind der regionale Versorger der hessischen Stadt Witzenhausen im Werra-Meißner-Kreis in Deutschland. Sie versorgen die Stadt mit Strom, Wärme, Wasser und sind außerdem für die Abwässer, den Betrieb des Freibades und des Stadtbusses zuständig.

## Geschichte
Die Stadtwerke wurden am 28. November 1921 gegründet.
Seit dem 18. Dezember 1900 wurde die Stromversorgung durch die Berliner Akkumulatoren- und Elektrizitätswerken betrieben.
Ab dem Jahre 1936 versorgten die Stadtwerke die Bürger mit Wasser. Lange Zeit gab es keine großen Veränderungen.
Ab den Jahren 1970 bis 1974 gab es zwei Veränderungen. Es erfolgte die Industrieansiedlung im Gelstertal und eine Gebietsreform.
Von 1987 an wurde die Sparte Wärme eingerichtet.
Ab dem Jahre 1994 übernahmen die Stadtwerke den öffentlichen Personennahverkehr (ÖPNV).
Schon ein Jahr später erfolgte die Aufnahme des Versorgungsbereiches Abwasser als fünfte Sparte.
Im Jahre 1998 wurde die Gründung der heutigen Stadtwerke Witzenhausen GmbH und der Witzenhäuser Abwasserentsorgung vollzogen.
Noch im gleichen Jahr übernahmen die Stadtwerke die Betriebsführung der Schwimmbäder in Witzenhausen.
2010 wurde die Werra-Strom GmbH gegründet.

## Zahlen und Fakten 2011

### Strom
- Strommenge: 89.226 MWh
- Trafo- und Schaltstationen: 72
- Länge der Leitungen: 258,5 km
- Anzahl der Zähler: 8.250

### Wasserversorgung
- Wasserabgabe Trinkwasser: 691.000 m³
- Wasserabgabe Brauchwasser: 290.000 m³
- Länger Leitungen: 218 km
- Anzahl der Zähler: 6.403

### Abwasser
- Kläranlagen (mechanisch-biologisch): 10
- Regenüberlaufbecken: 18
- Regenrückhaltebecken: 3

## Öffentlicher Personennahverkehr
Die Stadtwerke betreiben den Stadtbus Witzenhausen mit derzeit zwei Linien.

### Linienübersicht
Folgende Linien werden von den Stadtwerken bedient:
- Linie 211.1: Bahnhof – Ellerberg – Markt – Bahnhof
- Linie 211.2: Bahnhof – Bischhausen – Wartenberg – Markt – Bahnhof